# Meebo
Meebo byla webová aplikace pro instant messaging, provozovaná stejnojmennou společností, která sdružovala několik instant messengerů jako Yahoo! Messenger, Windows Live Messenger, AIM, ICQ, MySpaceIM, Facebook Chat, Google Talk a další. V červnu 2012 byla společnost Meebo odkoupena společností Google za 100 milionů dolarů. Provoz všech produktů Meeba (kromě Meebo Baru) byl ukončen 12. července 2012. 6. června 2013 skončil i Meebo Bar.